# Dutywa
Dutywa (fino al 2004 chiamato Idutywa) è un centro abitato del Sudafrica, situato nella provincia del Capo Orientale.